# Renocila heterozota
Renocila heterozota is een pissebeddensoort uit de familie van de Cymothoidae. De wetenschappelijke naam van de soort is voor het eerst geldig gepubliceerd in 1968 door Thomas Elliot Bowman III & Mariscal.